# Font de Casavells
La Font de Casavells és una obra de Corçà (Baix Empordà) inclosa a l'Inventari del Patrimoni Arquitectònic de Catalunya.

## Descripció
Es tracta d'un espai urbà, situat als afores del poble de Casavells, al costat del camí d'accés a aquest. Està compost per una caixa construïda amb peces ceràmiques (totxos) i coberta amb una volta de mig punt també feta amb totxos, que té la funció d'extreure aigua de terra. Al voltant de la font s'ha creat un espai de descans, amb la ubicació de bancs per seure, arbres i fanals.